# 南布朗寧 (蒙大拿州)
南布朗寧（英語：South Browning）是位於美國蒙大拿州冰川縣的普查規定居民點。

## 人口
根據2020年美國人口普查的數據，南布朗寧的面積為6.13平方千米，當中陸地面積為6.06平方千米，而水域面積為0.07平方千米。當地共有人口1970人，而人口密度為每平方千米321.37人。